# 百済

百済
百濟・南夫餘

三国時代後半の576年頃の半島

1. 

百済（くだら/ひゃくさい、朝鮮語：백제〈ペクチェ〉、旧字体：百濟、4世紀前半? - 660年）は、古代の朝鮮半島西部、および南西部にあった国家。当時の朝鮮半島には、百済のほかに、北部から満洲地方にかけて高句麗が、南東部に新羅が、南部には伽耶諸国がそれぞれ存在しており、朝鮮史の時代区分では三国時代と呼ばれている。

## 概要
百済の歴史は、その首都の移動によって、大きく漢城時代（475年まで）、熊津時代（475-538年）、泗沘時代（538年から）に分類される。
漢城期には現在の京畿道を中心としていたが、高句麗の攻撃によって首都漢城が陥落し、一時的に滅亡した後は、現在の忠清南道にあった熊津（現：公州）へと遷って再興した。熊津時代の百済は弱体化していたが、武寧王が高句麗を撃退したことにより次第に国力を回復し、南方の伽耶（加羅）地方へと勢力を拡張した。538年には新たな首都として泗沘を建設し、一層、伽耶地方を含む周囲への拡大を図った。
百済が存続していた時代には、朝鮮半島北部から満洲地方にかけての地域に高句麗、朝鮮半島南東部に新羅、半島南部には多数の伽耶諸国が存在していた。この時代は朝鮮史の枠組みにおいて三国時代と呼ばれている。中国の南朝と密接な関係を結び、仏教や各種の南朝文化・学問を導入して栄え、周辺諸国とも交流を持った。現在、百済の歴史は高麗時代に編纂された歴史書『三国史記』や、日本の『日本書紀』、中国の歴代の正史などによって知られており、また墓や寺院跡のような考古学的遺物からも学術的な調査が行われている。宋山里古墳群にある武寧王陵は百済の最も著名な墳墓で、20世紀に未盗掘のまま発見されたため、往時の文化遺産が多数残された。
中国で南北朝時代が終焉を迎え、統一王朝の隋が成立するといち早く関係を結んだが、ついで唐が成立すると、唐は高句麗を制圧するためその背後を抑えるべく百済攻略を企図し、新羅を支援して百済を攻撃した。これによって660年に百済は滅亡し、王族や遺臣たちは倭国（日本）の支援を受けて百済復興運動を起こしたが、663年の白村江の戦いにおける敗戦とともに鎮圧された。その後、唐は旧百済領の経営に乗り出したが、本国における問題と新羅による攻撃の結果、最終的に朝鮮半島から撤退し、百済の故地は新羅に組み入れられた。

## 国名
百済の国名の由来はわかっていない。『三国史記』「百済本紀」に記載される神話では初代王である温祚王が夫余の地から遷って建国した際、10人の家臣の助力を得たことから国号を十済とし、その後温祚王の兄の沸流に従っていた人々が温祚王の国に合流した際に、百姓が楽しみ従ったことから国号を百済と改めたという。朝鮮史研究者の井上秀雄は、『三国史記』の訳注にて、これを事実とは認めがたいとしている。詳細は「建国神話節」を参照。また、『隋書』「百済伝」は、移動の際に百家で海を済ったので、それに因んで百済という国名となったと伝えている。
日本語における慣用呼称「クダラ」の起源については長く議論があり、古くは鮎貝房之進や白鳥庫吉が文献史学や発音等の観点から推論を行っているが、今も正確なところは不明である。由来として以下のものが存在する。
1. 馬韓地方に原名「居陁羅」と推定される「居陁」という地名があり、これがこの地方の代表地名となり、百済国成立後、百済の訓みになった。
2. クは大の意。タラは村落の義（三品彰英『日本書紀朝鮮関係記事考証』）。
3. 貊族国の意のパクタラ（貊山）の略（『大言海』所引金沢庄三郎説）。
4. カグラ（楽浪）の転訛か（松岡静雄『日本古語大辞典』）。
5. コダラ（小多羅）か（橘守部『雅言考』）。
6. 梵語クタラから（『和句解』）。
7. その国の人を河内国久多羅郡に住まわせたことから（多田義俊『日本声母伝[注釈 1]』、『和訓八例』）。
8. 『日本書紀』で応神天皇14年（283年）に百済より百二十県の人を率いて帰化したと記される弓月君[8]は、有力氏族であった秦氏の祖となる[9]が、「弓月」の朝鮮語の意味をとった読み「クンダル」に由来[10]。

## 歴史

### 建国
百済は中国の歴史書『三国志』に見える馬韓諸国のなかの伯済国を母体として、漢城（現在のソウル）を中心として、少なくとも4世紀前半頃までには成立していたと見られ、日本の学界ではこの4世紀前半頃の成立とする説が定着している。
後に編纂された『三国史記』（1143年成立）の記載に基づくと、百済の建国は紀元前18年となり、韓国の学界では1976年に千寛宇、李鍾旭らがこれを史実と定義して以来、現在でも有効な説の1つである。ただし、李丙燾が1985年に3世紀後半の成立とする説を提唱して以来、3世紀後半に置く説が現在の韓国で最も有力な説となっている。更に4世紀前半とする説もあるが、どちらの場合でも、中央集権的な国家の出現は4世紀半ば以後のことと見られている。
漢城を都とした百済の初期の歴史を記す史料は主として『三国史記』である。『三国史記』「百済本紀」の記事では、第12代契王以前の記録は伝説的・神話的な説話や後世の創作であることが疑われる記事が中心であり、そこから歴史上の出来事を復元するのは困難である。

### 漢城時代（ - 475年）

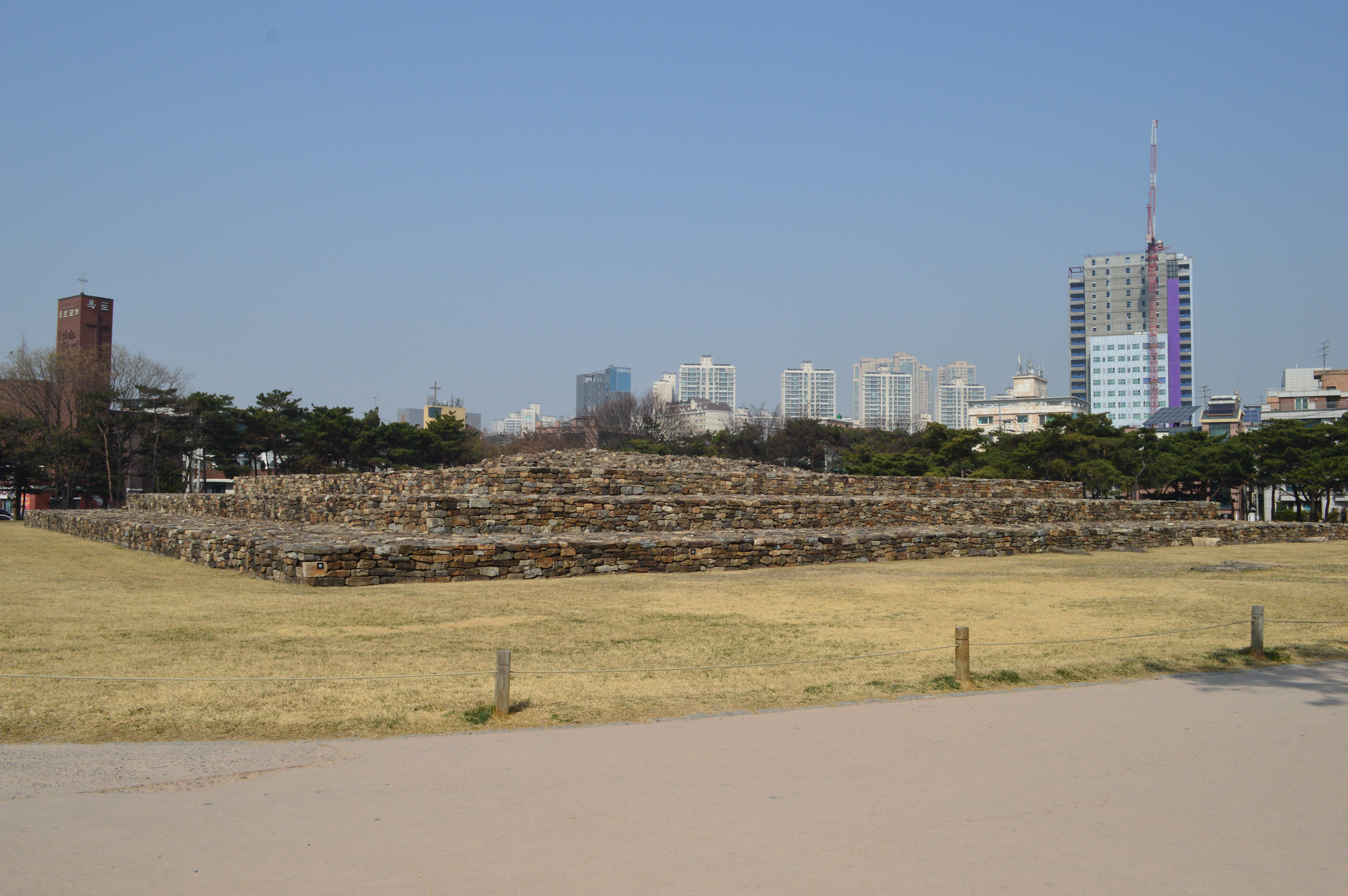
現在のソウル市にある石村洞3号墳。
高句麗の影響を受けたと見られる積石塚。

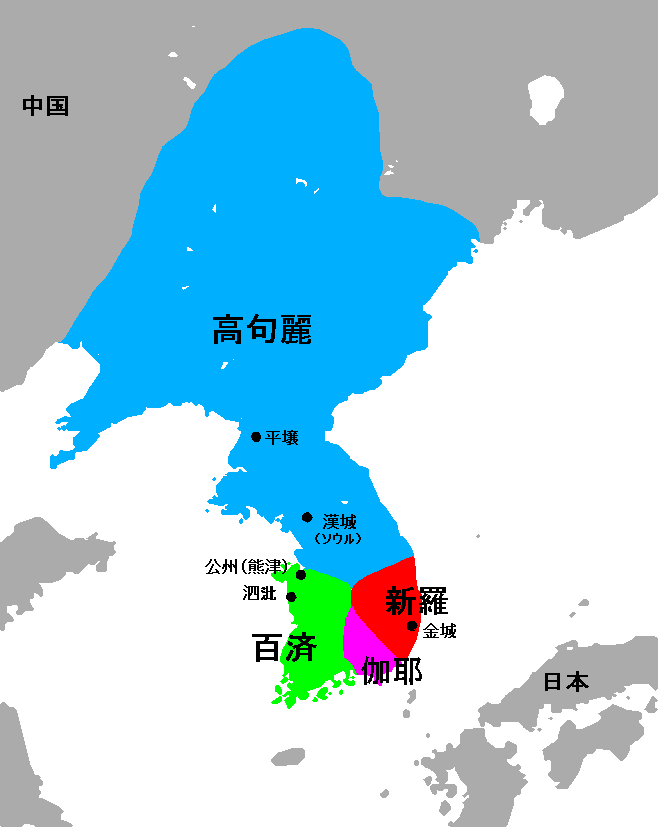
三国時代の朝鮮半島。

漢城時代の百済は北側で勢力を拡大する高句麗と武力衝突を繰り返した。371年、近肖古王（『三国史記』によれば第13代）の治世下、高句麗の平壌城を陥落させ、故国原王を戦死させる戦果をあげた。この頃から百済は外国史料に登場しはじめる。平壌占領の翌年には百済の使者が初めて東晋に入朝し、近肖古王は鎮東将軍領楽浪太守として封建された。ほぼ同時期に倭国との通交も始まり、七支刀（七枝刀 ななつさやのたち）と呼ばれる儀礼用の剣が倭国へ贈られたことが『日本書紀』に見える。
この刀は現存しており、銘文の分析から369年（近肖古王治世第24年）に作成されたと考えられている。同じく『日本書紀』に見える百済の照古王は近肖古王を指すと考えられる。また、『三国史記』によれば近肖古王の治世に博士高興が百済に文字を伝え、初めて記録がされるようになったという。
これらから、近肖古王の治世は百済が朝鮮半島における有力な国家の1つとして台頭する画期であり、国家体制が整備された時代と見なされている。時代が進むと、周辺諸国との関係を通じて百済には多様な集団が関わるようになった。後の時代には倭国との連携強化と関わって百済の権力層に倭国系の姓氏を帯びる集団（倭系百済官僚）が登場し、また楽浪遺民・帯方遺民などの中国系人士をはじめとする外来の多様な集団を権力内部に取り込まれ、これらを通じて百済は発展を遂げた。
第15代枕流王の治世には南朝を経由して西域の僧侶摩羅難陀が百済に渡り、王から丁重な歓待を受けた。翌年には彼のために漢城（漢山）に仏寺が建設され、これが公式には最初の百済への仏教伝来とされている。

#### 高句麗と百済の戦争
391年に高句麗で広開土王（好太王）が即位し、百済に占領された領土の回復を図り、396年には漢江以北、大同江以南の地域を奪回した。
百済は、高句麗の圧力増大の中、倭国に支援を求めた。阿莘王6年（397年）には太子腆支が倭国へ人質として出され、引き換えに倭国の軍事的な介入が行われたと見られる。百済は、新羅とも結んで高句麗へ対抗した。
この間の事情は広開土王碑文に詳しく、それによれば391年以来、倭が海を渡り百済と新羅を臣民としたが、高句麗は396年に百済を破り百済王を服属させた。しかし399年に百済王が誓約を破り倭国と和通したため、翌400年には新羅へ出兵して倭軍を駆逐し、404年には帯方に侵入した倭を撃退、407年にも百済へ出兵して6城を奪ったという。この碑文の解釈を巡っては諸説入り乱れており、史実性を巡って議論があるが、百済と高句麗が倭国も交えて長期に亘り戦いを続けていたこと自体は間違いがない。
高句麗の長寿王は奪回した平壌へ遷都し（427年）、本格的に朝鮮半島方面への経営に乗り出した。華北の北魏との関係が安定するといよいよ百済に対する圧力は強まり、455年以後、高句麗による百済への侵攻が繰り返された。これに対して百済は、この頃に高句麗の影響力の低減を目指していた新羅と結び、蓋鹵王の18年（472年）には北魏にも高句麗攻撃を要請した。
しかし、中国が南北朝時代にあった当時、百済は伝統的に中国の南朝と通交していた。北魏は高句麗がより熱心に遣使していることに触れ、百済への支援は提供されなかった。蓋鹵王21年（475年）には高句麗の長寿王が自ら率いた大軍によって王都漢城を包囲され、敗勢が決定的となった。蓋鹵王は脱出を試みたが捕縛され殺害された。漢城陥落は『三国史記』と『日本書紀』、そして書紀が引用する『百済記』で言及されている。
学者の中にはこの時一度百済は滅亡したと評する者もおり、そうでなくても首都失陥は百済の歴史上重大な出来事であり、現代では475年を百済史の区切りとしている。

### 中期：熊津時代（475–538年）

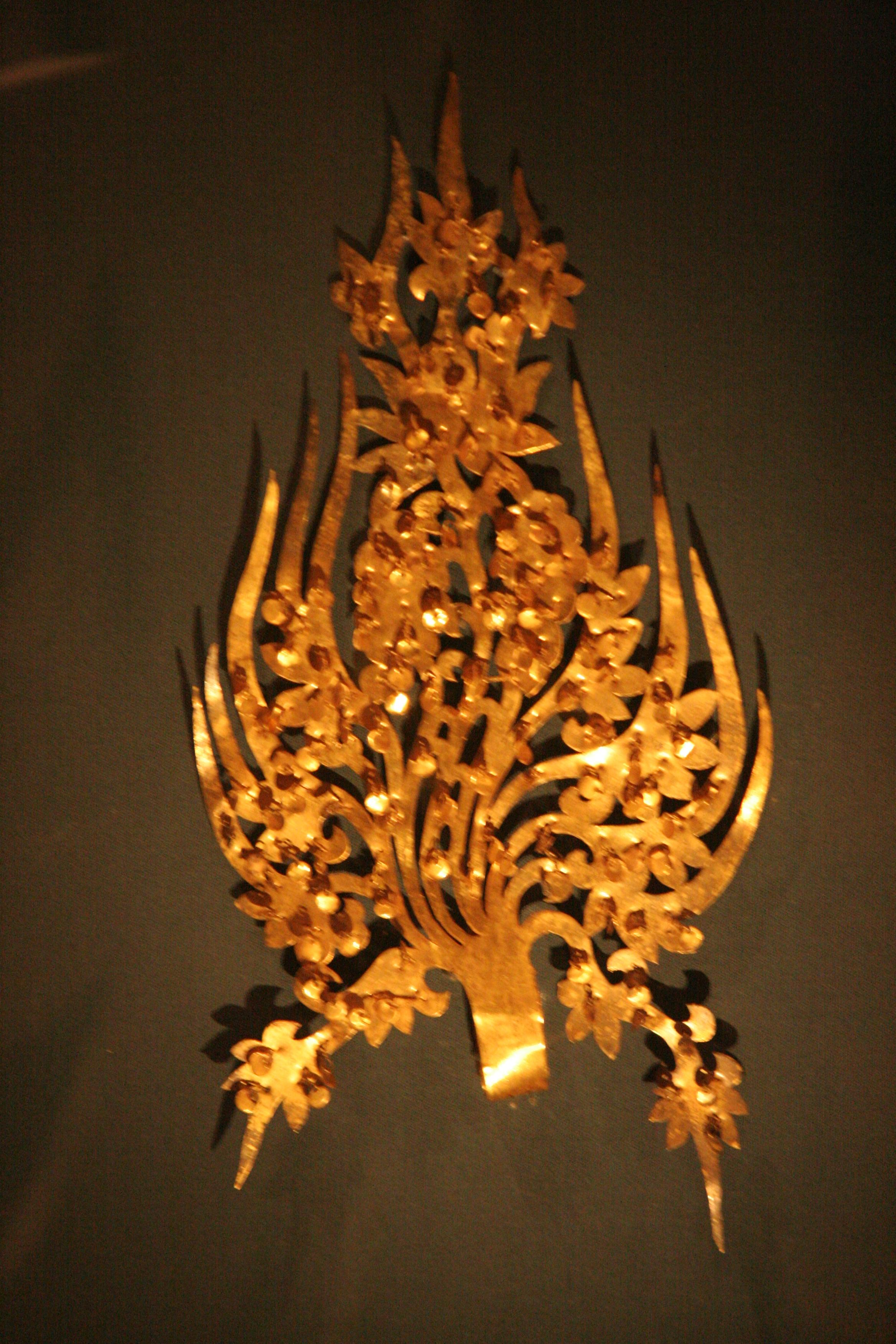
百済の金冠、武寧王陵の副葬品の一部。

王都漢城を失った475年当時、王子文周は救援を求めるために新羅に派遣されていた。彼は新羅の援軍を連れて帰還したが、既に漢城は陥落しており、翌月に文周王として即位した。
彼は都を南方の熊津（現・忠清南道公州市）に遷し、百済を復興した。この時、高句麗から逃れた貴族たちが熊津に流入し、王族と共に主要官職を抑えていた解氏なども加わっていた。文周王は王弟昆支を内臣佐平、解仇を兵官佐平にあてたが、昆支が死ぬと解仇が実権を握り、478年には解仇によって暗殺された。太子三斤が即位したが、わずかに13歳であり、軍事的、政治的な権限は完全に解仇の手に渡った。にもかかわらず、翌年には解仇が恩率（第二等官位）燕信とともに反乱を起こした。三斤王はかつて腆支王の即位に反対したため権力から遠ざけられていた別の貴族真氏を登用してこれを討伐した。この時の反乱で動員された百済の兵力は、『三国史記』の記述によるならば2,500名あまりであり、反乱した解仇側の兵力は不明であるがこれと大差ないものと見られている。この兵力の少なさは、漢城周辺を失った百済がいかに弱体化していたかを証明しているものであろう。
479年、東城王が即位すると、百済は復興へ向けて大きく変化し始めた。一つは漢城時代に権勢をふるった解氏、真氏などの伝統的な中央氏族に代わり、新たな氏族が多数高位官職に進出し始めるとともに、王権が強化され王族や貴族への王の統制力が向上したと見られることであり、今一つは南方地域への拡大である。東城王は新羅と結んで高句麗の軍事的圧迫に対抗する一方、小国が分立していた伽耶地方への拡大を図った。
権力闘争の中で東城王が暗殺された後、501年に即位したのが武寧王である。彼は1971年に発見された武寧王陵から多様な副葬品が出土したことで名高い。熊津を中心とする百済を更に発展させるため、武寧王は南朝および倭国との関係を深め、更に領内の支配強化を目指した。彼は領内に22の拠点を定め、王の宗族を派遣して地域支配の強化を進め、南西方面での勢力拡張を図った。『日本書紀』には、この頃に日本から百済へ任那四県を割譲したという記録があり、これは百済の政策と関係するものと考えられている。ただしこの頃に実際に倭国が任那四県に支配力を及ぼしていたかどうかについては、懐疑的な見方が強い。513年には伽耶地方の有力国伴跛から己汶、帯沙を奪い、朝鮮半島南西部での支配を確立すると東進して伽耶地方の中枢に迫った。
武寧王はこの時期には対外活動も活発に行っており、南朝の梁に新羅使を同伴して入朝し、新羅や伽耶諸国を付庸していることを語り、倭国へは南方進出の了解や軍事支援と引き換えに五経博士を派遣し始めた。以後、倭国への軍事支援要請と技術者の派遣は百済の継続的な対倭政策となっていく。

### 後期：泗沘時代（538–642年）

#### 伽耶争奪と遷都
武寧王の跡を継いだ聖王は回復した国力を背景に538年都を熊津から泗沘（現・忠清南道扶余郡）に遷した。泗沘は熊津と同じく錦江沿いにある都市であるが、山に迫る要害の地であり防御に適した熊津に対し、泗沘は錦江下流域の沖積平野を見下ろす丘陵地帯であり、水陸の交通の要衝であった。国号も南扶余と改められた。この国号は国際的に定着することはなかったが、百済には高句麗と同じく夫余を祖とするという伝承があり、高句麗への対抗意識を明瞭にした国号であった。
また、伽耶地方では百済が西側から勢力を広げる一方、同じく伽耶の東方から勢力を拡張していた新羅との間で軋轢が生まれた。更に伽耶地方を一種の藩屏と見做す倭国、生き残りを図る伽耶諸国の間で複雑な外交が繰り広げられたと考えられる。伽耶地方の中心的国家であった金官国は524年に始まった新羅の伽耶地方侵攻に対し、倭国へ救援要請を行った。これを受けた倭国は近江毛野臣を派遣したが、527年に九州で発生した磐井の乱により渡海できず、到着は529年になった。同じく伽耶の一国である安羅に到着した毛野臣は調停を目指して百済と新羅の双方に参会を求めたが、百済は新羅共々、倭国の調停に大きな期待を置いておらず、毛野臣は最終的に有効な手段を講じることはできないまま、532年には金官国が滅亡した。一方、安羅は倭国に頼るのを諦め毛野臣を排除するとともに、百済に援軍を要請し、結果531年に百済軍が安羅に駐屯することとなった。

#### 新羅の強大化と外交関係
伽耶諸国を巡って新羅との利害関係の不一致が顕在化する一方、北側では550年頃、国境地帯の城の奪い合いを切っ掛けに高句麗と全面的な衝突に入り、百済の情勢は極めて悪化した。この時期に倭国に向けて兵糧、武具、軍兵の支援を求める使者が矢継ぎ早に派遣されたことが『日本書紀』に見える。551年には一時的にかつての都、漢城を高句麗から奪回することに成功した。しかし翌552年、理由不明ながら百済は漢城の放棄に追い込まれた。変わって新羅が漁夫の利を得る形で漢城を占領した。このことは百済と新羅の関係を大きく悪化させたと推定される。新羅に対抗するため、聖王は倭国からの支援を強固にすべく諸博士や仏像・経典などを送る一方で、見返りとしてより一層の軍事支援を求めた。大伽耶、倭国からの援軍を得た聖王は554年に新羅の函山（管山）城を攻撃したが、伏兵にあって戦死した。
百済では新たに威徳王が即位したが、国王戦死の失態は百済に大きな打撃を与え、王権の混乱を招き、562年までに伽耶地方の大半が新羅の手に落ちることとなった。威徳王は王弟恵を倭国に派遣し、親百済政策の維持と援軍の出兵を働きかけたが、倭国の有力者蘇我稲目は親百済姿勢は維持したものの国内を重視し、援軍の派兵には同意しなかった。とは言え、新羅の強大化は百済のみならず、倭国にとっても好ましいものとは映らなかったため、伽耶地方の制圧を巡り倭と新羅の関係は悪化し、小競り合いが発生していた。百済も伽耶地方の奪回を目指したため倭国との伝統的な関係は維持された。しかし、新羅が「任那の調（みまなのみつき）」を倭国に送付するようになると、倭国は当面これに満足し、百済が577年に新羅に侵攻した際には軍事援助は得られなかった。威徳王は結局伽耶の奪回を果たすことはできず、579年を最後に新羅への積極策を改め、以後武力行動に慎重になった。

#### 隋唐の成立と朝鮮半島情勢
589年に隋が中国を統一し、長きに亘って続いた南北朝時代が終わると、朝鮮半島情勢も大きな影響を受けた。百済は589年にいち早く使者を建てて隋の統一を慶賀して隋との関係構築に努め、598年の隋の高句麗遠征の際にはそれに参加した。しかし、隋軍を撃退した高句麗は百済領への侵攻を行うようになり、百済は隋に対して更なる高句麗征討を要請した。一方で新羅への攻撃では百済は高句麗と連携し、更に倭国とも協力した。602年に百済は新羅の阿莫山城（全羅南道南原郡雲峰面）を攻撃する一方、603年には高句麗が新羅領北漢山城（ソウル市鍾路区新営）を攻撃し、倭国は「任那の調」の実施を求めて591年と602年に筑紫への駐兵を行い新羅への軍事的圧力をかけた。この時に倭国から百済と高句麗に新羅攻撃での連携を行うための使者が派遣されていることが『日本書紀』に見える。
北方では、高句麗が突厥との同盟を意図したことから関係が悪化していた隋が、611年、613年、614年の3回に亘り高句麗への遠征を行ったがこれを制圧することはできなかった。度重なる高句麗遠征と国内での大規模土木事業などへの不満から618年には隋朝が倒れ、唐にとって代わられた。百済は611年の隋による高句麗遠征の際には、高句麗が動けないことに乗じて新羅を攻撃し、一城を占領した。624年には百済は高句麗、新羅と同じく唐に入朝し、冊封を受けている。

### 百済滅亡
642年は最終的に676年の新羅による朝鮮半島統一に帰着する東アジアの大変動が始まる画期となった。この年、前年に即位した百済の義慈王が自ら兵を率いて新羅に侵攻し、40余りの城を陥落させて新羅に大打撃を与える事に成功した。この時落城したのは主に伽耶地方の城であったことが『三国史記』「新羅本紀」にあり、百済は長年追求してきた伽耶地方の奪取を達成することができた。この時百済は後に新羅王となる金春秋の娘婿とその子供らを全員殺害し、精神的にも新羅に大きな打撃を与えた。
翌643年には高句麗と和睦し、かつて高句麗との争奪戦の中で新羅に掠め取られた漢城の奪回を目指した。義慈王は国内でも専制的な体制の構築を目指し、独裁権の強化と反対派の粛清を進めたと見られることが記録から読み取れる。同じ642年には高句麗でも淵蓋蘇文がクーデターにより実権を握り、新羅でもやはり同じ年、善徳女王を中心として金春秋、金庾信の3名の結束による権力体制が成立した。倭国では舒明天皇が死に皇極天皇が即位するとともに蘇我蝦夷・蘇我入鹿親子が実権を握り、「陵（みささぎ）」と称する墓の建設を開始している。こうして642年頃を境に各国で権力の集中が進んだ。
百済は高句麗と協同して新羅への侵攻を続け、善徳女王、そしてその死後に新羅王となった金春秋（武烈王）は唐への援軍要請を繰り返した。これを受けた唐は、高句麗征討においてその同盟国となっていた百済を倒し、高句麗の背後を抑える意図もあり、遂に660年に水陸合わせ13万とされる大軍を百済へ向けて差し向けた。呼応した新羅も金庾信の指揮の下出兵した。660年3月、唐の蘇定方将軍の軍が山東半島から海を渡って百済に上陸し、百済侵攻を開始した。百済側は対応を巡って方針がまとまらず、有効な戦略を打ち立てることはできなかった。個別の戦闘では奮闘した例もあったものの、7月には王都泗沘が占領され、義慈王は熊津に逃れたが間もなく降伏した。こうして百済は滅亡した。

#### 百済復興運動
唐軍の主力が旧百済領を離れると鬼室福信や黒歯常之、僧道琛などの百済遺臣が反乱をおこした。また百済滅亡を知った倭国でも、朝鮮半島からの文物の導入ルートの途絶の懸念や、百済への勢力拡張などの目論見から、百済復興を全面的に支援することを決定し、倭国に人質として滞在していた百済王子・扶余豊璋を急遽帰国させるとともに阿倍比羅夫らからなる救援軍を派遣し、斉明天皇は筑紫国朝倉橘広庭宮に遷った。
帰国した豊璋は百済王に推戴されたが、実権を握る鬼室福信と対立し、遂にこれを殺害するという内紛が起きた。倭国は最終的には過去最大規模の軍勢を朝鮮半島へ派兵した。やがて唐本国から劉仁軌の率いる唐の増援軍が到着し、663年倭国の水軍と白村江（白馬江）で決戦に及んだ（白村江の戦い）。これに大敗した倭国は、各地を転戦する軍を集結させると、亡命を希望する百済貴族を伴って帰国させ、豊璋は密かに高句麗に逃れた。しかし、高句麗もまた668年に唐の軍門に降った。こうして百済は完全に滅亡した。

#### 唐による半島支配と新羅による統一
唐は高句麗の都があった平壌に安東都護府を設置して朝鮮半島支配を目指し、百済の故地に熊津都督府をはじめとする5つの都督府を設置して熊津都督に全体の統轄を命じた。664年には劉仁軌の上表を受けて義慈王の太子だった扶余隆を熊津都督に任じ、翌年の665年8月には唐は就利山において扶余隆と新羅の文武王に劉仁起の立会の下に熊津都督府支配地域（旧百済）と新羅の国境画定の会盟を行わせた。後に扶余隆は百済の歴代国王が唐から与えられていた「帯方郡王」に任じられ、子孫に称号が継承されている。これは百済の亡国の太子が唐によって新羅王と同格と扱われたことを示すとともに、高句麗最後の王・宝蔵王の遼東都督任命と対比することができる。そのため、扶余隆の熊津都督任命が単に百済遺民の慰撫を目的としているだけではなく、百済や高句麗（安東都護府・遼東郡王）を滅亡前の冊封国ではなく羈縻州として組み込み、さらに残された新羅（鶏林州都督府・楽浪郡王）を羈縻体制に組み入れる「朝鮮半島全域の中華帝国への編入」を視野に入れたもので、後年実行に移されている。
唐の支配に反発した新羅は、建前上は唐の臣下という立ち位置を維持しつつ、「百済と新羅は共に唐の領土なのであり、そこに国境はない」という論理の下、百済・高句麗の遺民を蜂起させつつ領土を蚕食する一方で、唐へは謝罪使を派遣するという方法で支配地を広げた。唐側では繰り返される新羅の領土拡張と謝罪使に対し、新羅王の王位剥奪の問題にまで発展したものの、西方で国力をつけた吐蕃の侵入で都長安までもが危険に曝される状態となり、遠方に位置する朝鮮半島を維持できなくなり、最終的に百済の故地は新羅の支配下に入った。
百済滅亡の後、多くの百済の高官たちが新羅に降った。660年に行われた論功行賞では佐平の忠常、常永、達率の自簡などの百済遺臣に新羅の地位が与えられている。白村江の戦いの後には、多数の百済人が倭国へ亡命した。百済王子豊璋の弟・善光（または禅広）の子孫は倭国の朝廷から百済王（くだらのこにきし）の姓を賜り、日本の氏族としての百済王氏を中心として倭国に根付いていった。白村江で敗れた豊璋を始め、高句麗へも有力者が逃れた事が『日本書紀』や『旧唐書』に残る。豊璋は高句麗の滅亡後に唐に捕縛され、流刑に処されたと見られる。最終的に唐へと渡った百済王族、貴族もいたことが西安や洛陽で発見された入唐百済人の墓によって明らかとなっている。百済王子扶余隆や、百済の武将黒歯常之、祢軍など6人の百済人とその子孫たちの墓が2016年現在、合わせて10か所発見されている。彼らは唐に仕え、3世代にわたりその動向が墓誌に残されていた。

## 言語
古代朝鮮半島の言語資料は乏しく、百済の言語についてわかっていることは少ない。以下朝鮮語学者の李基文の著作に基づき概略を記すが、1960年代から70年代の研究であり、内容が現代の学説と一致しない可能性があることに注意されたい。
百済語の資料は古代朝鮮半島の3国の言語の中で最も少なく、現在得られる情報は『三国史記』「地理志」から得られる地名の分析によるものが主である。現代ではこれらの情報から特徴的な地名や、わずかな数の語彙を復元できるに留まり、百済語の文法や形態について実態を明らかにすることは不可能である。
李基文は、百済語を新羅語と比較した場合の特徴として、この言語が馬韓語の継続であって原則的に新羅語と非常に近しい存在であったこと、その語彙は新羅語及び中世朝鮮語のそれと大体一致すること、新羅語と異なり語末母音を保存する傾向があったことなどを分析している。
また、中国史書の記述に基づき、高句麗、夫余、沃沮・濊などからなる夫余系諸語の存在を想定し、百済支配層の言語がこの夫余系諸語であることを推定している。その論拠として、『梁書』百済伝には百済の言語について以下のような簡潔な言及がある。
そして、前述の通り現在知ることができる百済語と新羅語が概ね一致すること、新羅語と高句麗語に相違点が目立つことを指摘し、これらから百済では支配層が夫余系言語を、被支配層が韓系言語を使用していたと推定している。
また、『周書』は、百済王の姓は夫余で、自ら「於羅瑕」と称していたこと、一方民衆はこれを「鞬吉支」と呼んでおり、どちらも王の意味だということを特記している（王号節参照）。李基文はこれを、支配層が使用した夫余系諸語と被支配層が使用していた韓系諸語の違いを端的に表すものであるとしている。
ただし、夫余系諸語と想定される言語のうち、具体的な記録が残るのは高句麗語のみであり、しかも少数の単語に限られるため、その実態は不明である。歴史学の分野においては、井上秀雄や武田幸男ら、多くの朝鮮史学者は百済について解説する際に、この種の説明を採用してはいない。

## 建国神話
百済の建国神話は『三国史記』「百済本紀」の冒頭に記されて伝わっている。それによれば、鄒牟（朱蒙）という人物が北夫余から卒本夫余の地へ逃れた当時、夫余王には3人の娘がいたが男児がいなかった。夫余王は朱蒙を見て非凡であると評し、次女を嫁がせた。そしてしばらく後、夫余王が死ぬと朱蒙が王となり2人の子を儲けた。兄を沸流といい、弟を温祚といった。しかし、朱蒙が北夫余にいた頃の息子が朱蒙の太子となったため、沸流と温祚はこの太子との対立を恐れ、10人の家臣や百姓と共に南方に旅立った。
一行が漢山へとたどり着くと、10人の家臣たちはこの地こそ都にすべき土地であると主張したが、沸流は海辺への居住を希望したためこの意見を無視し、人々を分けて弥鄒忽（仁川）に移動しそこに住んだ。温祚は家臣たちに従い河南の慰礼城を都とし、10人の家臣の助力があったことにちなんで国号を十済とした。この時前漢成帝の鴻嘉3年（前18年）であった。沸流が選んだ移住地は土地が湿り水は塩分が強く、安らかに暮らすことができなかった。沸流は自分の決定を恥じて死んでしまい、彼の家臣たちは全て慰礼城に帰属した。彼らが慰礼城に移る際、百姓が楽しみ従ったことに由来し国号を百済と改めた。温祚王は高句麗と同じく夫余から出ているため、扶余を氏の名前とした。
上記が『三国史記』本文にある百済建国神話の概略である。一方で同書は分注で異伝を載せている。それによれば、百済の始祖は沸流王であり、その父の名は優台といい、北夫余王解扶婁の庶孫であった。優台の妻は召西奴といい、彼らの間に長男の沸流、次男の温祚が生まれた。優台死後、召西奴は卒本で暮らすようになった。その後朱蒙という人物が夫余にいられなくなり卒本へ逃れてくると、朱蒙はこの地に都を作り国号を高句麗とした。そして召西奴を娶り王妃とした。朱蒙は沸流ら兄弟を自分の子のように遇したが、夫余にいた頃の息子である孺留が卒本に来ると、彼が太子となり朱蒙死後に王となった。沸流はこれを不満とし、温祚と共に家臣たちを率いて南方に移り、漢江を渡り弥鄒忽に到着するとそこに住み百済を建国した。
この『三国史記』「百済本紀/温祚王紀」分注にある高句麗の建国説話は、「高句麗本紀/東明王（朱蒙）紀」のそれとは所伝が異なり、「高句麗本紀」では朱蒙が夫余から南下し沸流国の松譲王との弁論や弓術を競った末、優位を認めさせて高句麗を建国する。古代史研究者の高寛敏は『三国史記』の原典史料の研究において、「百済本紀」本文・分注の神話は共に百済史料の系譜を引いた記録であると分析し、本文の神話は『三国史記』の原資料となった『旧三国史』が百済史料に基づいて記述した物を原典としていると推定している。また、分注の神話も同じく百済史料に源流を持つが、高句麗の第2代王の名前を孺留とし、「高句麗本紀」の類利に比べ悪字を用いていることや百済始祖を沸流と温祚の兄弟と朱蒙の関係を養子とすることで百済王と高句麗王の血縁関係を否定することなど、高句麗により敵対的な説話であるという点に特徴を持っているとする。
歴史節で述べた通り、一般に『三国史記』「百済本紀」の第12代契王以前の記録は伝説的・神話的であると見られ、史実とは見なされない。また、百済の国号の起源説話についても、馬韓の伯済国と同音であることから事実とは考えられず、元来は「大村」「大城」などの意味と推定される。なお、百済神話のように始祖王が異境に流離し建国をする神話は高句麗神話や日本神話にも見られ、これらを史実の反映とみて民族や王家の移動を考える説もある。

### 中国の記録における起源説話
中国歴代の史書には百済の起源について多様な記録が残されている。代表的な物を以下に挙げる。
| 出典                                            | 本文 |
| ----------------------------------------------- | --- |
| 『宋書』卷九十七・列傳第五十七（百濟國條）      | 百濟國、本與高驪倶在遼東之東千餘里、其後高驪略有遼東、百濟略有遼西。百濟所治、謂之晉平郡晉平縣。 百済国ははじめは高（句）麗とともに遼東（郡治）の東方千余里のところにあった。その後高（句）麗は遼東を占領し、百済は遼西を占領した。（この）百済の出先機関のあった所は、これを晋平郡晋平県という。 |
| 『梁書』卷五十四・列傳第四十八（百濟條）        | 百濟者、其先東夷有三韓國、一曰馬韓、二曰辰韓、三曰弁韓。弁韓、辰韓各十二國、馬韓有五十四國。大國萬餘家、小國數千家、總十餘萬戸、百濟即其一也。後漸強大、兼諸小國。其國本與句驪在遼東之東、晉世句驪既略有遼東、百濟亦據有遼西、晉平二郡地矣、自置百濟郡。 百済はそのはじまりが東夷の三韓国（の中の一国）である。（三韓国とは）一を馬韓、二を辰韓、三を弁韓といった。弁韓と辰韓には、それぞれ十二国があり、馬韓には五十四国があった。（そのうちの）大国には一万戸以上、小国では数千戸の家があり、総計で十数万戸があった。百済は、その中の一国（伯済国）である。その後次第に強大となり、（近隣の）諸小国を併合した。百済国は、もと（高）句麗とともに遼東の東にいた。晋の時代に（高）句麗が遼東を侵略して（その地を）支配すると、百済も遼西・晋平の二郡の地方を占領し、みずから百済郡を設置した。 |
| 『周書』卷四十九・列傳第四十一 異域上（百濟條） | 百濟者、其先蓋馬韓之屬國、夫餘之別種。有仇台者、始國於帶方。 百済（国）は、そのはじまりが、おそらく馬韓の属国（の一つ）であり、（その王家は）夫余系の種族と思われる。仇台という者がおり、帯方（郡の地域）に建国した。 |
| 『隋書』卷八十一・列傳第四十六（百濟條）        | 百濟之先、出自高麗國。其國王有一侍婢、忽懷孕、王欲殺之、婢云、有物狀如雞子、來感於我、故有娠也。王舍之。後遂生一男、棄之廁溷、久而不死、以為神、命養之、名曰東明。及長、高麗王忌之、東明懼、逃至淹水、夫餘人共奉之。東明之後、有仇臺者、篤於仁信、始立其國於帶方故地。漢遼東太守公孫度以女妻之、漸以昌盛、為東夷強國。初以百家濟海、因號百濟。 百済（王）の（先）祖は、高（句）麗の出身である。（高句麗の）国王には、召使の女が一人いた。（ところが、この下女が）とつぜん妊娠した。（そこで高句麗）王はこの女を殺そうとした。（すると）下女は、「卵のような形をしたものでございました。（それが）やってきて私に感応し、そのため（私は）妊娠してしまいました。」と言った。（王は）、この下女を許した。その後（女は）とうとう一人の男の子を生んだ。（王は）この子を便所に棄てたが、長い間、死ななかった。そこで（この子を）神だと考え、養うように命じ、その名を東明とつけた。（東明が）成長すると、高（句）麗王は（東明を）忌み嫌った。東明は（殺されるのを）懼れて、（その地を）逃れて、淹水にやって来た。夫余の人々は、みな（この東明に）仕えた。東明の子孫に仇台というものがいて、慈愛と真心をもって（人々に）接し、はじめて帯方（郡）の故地に国を建てた。漢の遼東太守の公孫度は娘を仇台の妻とした。（仇台の勢力は）次第に盛んとなり、東夷の（中の）強国となった。最初、百家で海を済ったので、それに因んで（国号を）百済といった。 |

### 南朝正史の記録と遼西領有説・渡海説

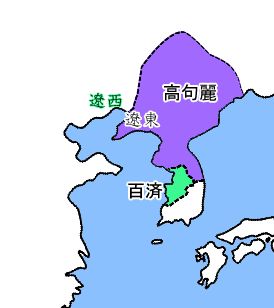
5世紀半ばの百済・高句麗と遼西地方の位置関係

上にあげた『宋書』『梁書』や、『南史』などの歴代南朝の正史は百済が遼西地方に領土を持っていたと記す。『南斉書』には該当する記述がないが、これは『南斉書』「百済伝」の前半部が現存しないためであり、元来は同一の記述があったと推定される。ただし、『南斉書』には、北魏が大軍をもって百済を攻め、百済の東城王がこれを撃退したという記事がある。なお南朝最後の『陳書』は外国伝が全く欠けているため、陳で知られていた百済についての情報は不明である。一方で『晋書』やその後の北朝側の記録にはこれに該当する記述が一切登場しない。一般的には、北朝の勢力が及んでいた遼西地方を、朝鮮半島南西部に根拠地を持った百済が高句麗の領土を挟んで支配するのは不可能と思われる。既に唐代以来、中国の学者はこの記述の解釈に悩んでおり、現代においても「奇怪な」説として史実とは見なされない。
この伝承の形成について東洋史学者和田博徳は、南朝の歓心を買おうとした百済が北朝に対する戦いの事実を捏造したことに端を発するという池内宏の見解を支持している。朝鮮史学者井上秀雄は、高句麗との対立のため遼西地方の政治勢力と海路を通じて連携したものであろうとし、また可能性としては371年の対高句麗戦の余勢を駆った百済が、前燕崩壊時の混乱に乗じて一時的に遼西地方を侵略することは十分にありうるともする。そして南朝側では、北朝への対抗上これをことさら誇張して記録したものと推定している。同じく朝鮮史研究者の矢木毅は、和田が主張するような百済による虚構の宣伝によるというより、夫余と百済を混同した南朝の修史官たちの杜撰によるとする韓国の学者余昊奎らの研究が妥当であるとする。
矢木の指摘によれば、南朝から唐代にかけての中国の史書には夫余と百済を混同したと考えられるものがしばしば見られる。これは百済が「南扶余」を国号としたという『三国史記』、『三国遺事』の記録とも関連している。矢木は自らの国号に「南」などの方角を含める意味はないことから、これは百済の自称ではなく後世から見た他称であり、元来百済が使用した国号は単に「扶余」であったと考えられるとし、このために後世この両者は歴史書の記述の中でしばしば混同されるようになったとする。事実として『梁書』「新羅伝」には「新羅は、百済の東南五千余里にある。」とあるが、実際の距離としては著しく過大である。つまりこれは、吉林省農安を根拠地とした夫余（北扶余）と百済（南扶余）を混同したものであると考えられる。また『新唐書』「百済伝」はその最後で「百済の地は、すでに新羅や渤海や靺鞨に分割されており、百済はついに絶えた。」と記しているが、百済領が渤海に分割された事実は無論なく、これも実際には渤海に分割された「百済の地」とは百済（南扶余）ではなく夫余（北扶余）を指していると考えられる。
矢木はこの混同こそが遼西領有説の土台となったのであるとする。吉林省に位置した夫余国は285年に鮮卑の首長慕容廆の攻撃を受けて一時滅亡し、その後西晋の支援を受けて四平周辺で復興したが、346年に再び鮮卑の慕容皝の攻撃を受け、五万余口が慕容氏の根拠地であった遼西地方に強制移住させられている。遼西地方にその後しばしば登場する余氏（餘氏）の勢力は、この時強制移住させられた夫余の人々の子孫であると想定される。この遼西地方の夫余の存在こそが、その後の百済（南扶余、王族は扶余ないし余を姓として用いた）との混同によって「百済遼西領有説」を生み出していったと考えられる。更にこの夫余と百済の混同は、百済が海を済って南下した夫余によって建国されたという『隋書』の記録の源流であるとも考えられる。
この混同は中国の正史に記録されたことで「史実」の中に組み込まれ、後の時代の中国や朝鮮の学者にも受け継がれることになったと考えられる。

## 国際関係

### 中国との関係

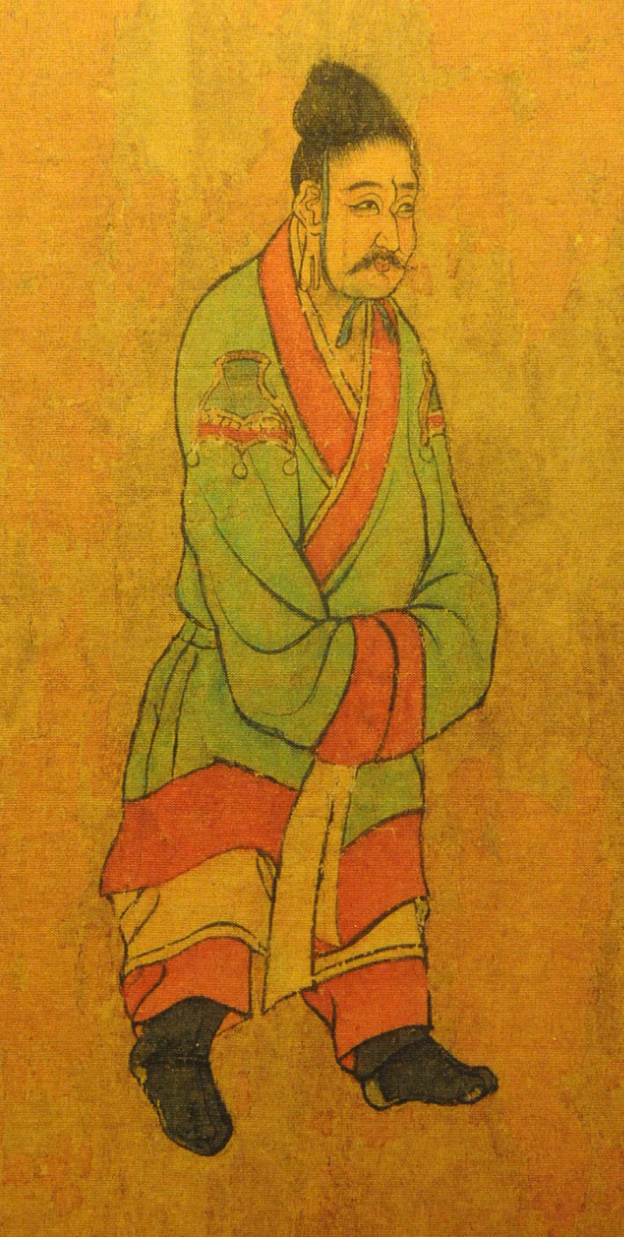
唐で描かれた百済の使者

百済が勃興した土地である漢城周辺は、馬韓諸国中楽浪郡・帯方郡に最も近い位置にある地域の1つであり、その立地が百済の成長に寄与したであろう。帯方郡に近接した伯済国は帯方郡の強い影響下で発展し、高句麗が楽浪郡を排撃したころ、伯済国を中心とする馬韓も帯方郡を攻撃したが、これにより、この地域一帯で土着化した楽浪遺民・帯方遺民や新たな中国系流民が4世紀の百済の発展に寄与したことが推察される。369年と371年の対高句麗戦勝利後に、百済は東晋及び倭国との外交を展開したが、東晋との外交にはこれらの楽浪遺民・帯方遺民などの中国系人士の関与が指摘され、倭国との外交樹立を記念して製作された七支刀は、これらの楽浪遺民・帯方遺民などの中国系人士の手になることが推定されている。
百済と中国王朝の通交を記す記録の中で最も古い出来事に触れている記事は372年の東晋への朝貢記事である。これは同時に百済について記した最初の確実な国外記録でもある。当時の王である近肖古王は前年に高句麗から平壌を奪い高句麗王を戦死させて一躍有力勢力として台頭しはじめており、それを背景に東晋への遣使を行った。この遣使により鎮東将軍領楽浪太守として冊封された。以後、百済は南朝を中心に歴代の中国王朝への朝貢を行い、その国際的地位の向上を目指した。387年には太子余暉が東晋から冊封を受け、416年には東晋に取って代わった宋から、腆支王が使持節・百済諸軍事・鎮東将軍・百済王とされ、間もなく鎮東大将軍に進号した。
これら、最初の朝貢記録のある372年から、漢城が高句麗に奪われ一時滅亡する475年までの漢城時代において、百済と中国王朝の通交は記録に残るものだけで20回にも及び、また当時の百済領内の遺跡からは弁韓や辰韓諸国に比べ遥かに多くの中国製陶磁器が出土している。中国製陶磁器は王城や祭祀遺跡、生活跡などから満遍なく発見されており、百済では広く中国製陶磁器が受容されていたことがわかる。これらの中国製陶磁器は中央権力によりある程度まとめて搬入され、その後地方に伝達された可能性もあり、その場合には中央権力の地位を強化する威信財の役割を果たした可能性もある。南朝への継続的な入朝と冊封は、国内における権威付けにおいても重要であったと考えられる。
漢城が陥落した後熊津で再興した後も変わらず活発な交渉が行われていた。熊津時代は中国からの正式な冊封が行われる頻度が高くなり、考古学的にも最も中国（南朝）の影響が強く見られる時期となる。この時期の百済における中国文化の影響を顕著に示すのが武寧王陵であり、墓形式や副葬品など、南朝文化の要素が色濃く見られるものとなっている。
589年に隋が統一王朝を築き、南北朝時代が終焉を迎えると、朝鮮半島情勢も大きな影響を受けた。百済（および高句麗）は隋が統一事業を達成する前から新羅や倭国に先んじて隋への入朝を開始しており、隋が陳を滅ぼした際には、済州島に漂着した軍艦からこの情報を得て、すぐさま祝賀使を送り、隋側の好感情を引き出すことに成功した。その後、長年対立を続けてきた高句麗に対する遠征を隋に繰り返し要請し、実際に隋が高句麗征討に乗り出した際には協力を申し出てそれを支援した。
3度にわたる高句麗遠征が失敗に終わった後、中国では隋が倒れ新たに唐が成立した（618年）。百済は624年には高句麗、新羅などと同じく唐に入朝した。唐は当初三国へ自制と和解を求め圧力をかけたが、645年頃には対高句麗で積極策に転じ、高句麗への遠征を繰り返した。百済はその間に新羅に大勝し、その領土を大きく削ったが、数次にわたる対高句麗戦が不首尾に終わった唐が、状況の打開策として新羅からの救援要請を入れて百済への遠征を決定したことが、最終的に百済の滅亡へと繋がることになった。
略譜
- 384年（百済枕流王1年）、中国南朝の東晋より摩羅難陀が百済に仏教を伝える。
- 385年（百済枕流王2年）、王都漢山に仏寺を創建して僧侶10人を度す。
- 526年（百済聖王4年）、百済僧謙益がインドより天竺僧と帰国する。『五分律』を翻訳する。
- 541年（聖王19年）、百済が梁に毛詩博士、経義、工匠や画師を求める。

### 高句麗との関係

#### 夫余同源神話
建国神話節において触れたように、百済はその出自が夫余（扶余）であり、高句麗と同族であるという神話を持っていた。『三国史記』の、そして歴代中国王朝の史書に記録された百済の起源神話は、様々なバリエーションがあるが、夫余から出て、高句麗と同族であるという枠組みを持つ点では共通している。また、蓋鹵王は北魏に対して自らが夫余の出自であり、高句麗と同源であると上表している。ただし、古代史研究者の李成市は、考古学的に百済が高句麗から大きな影響を受けており、高句麗系の人々の流入があった可能性を指摘するが、夫余との類似は見られず、夫余族の一派が南下して百済を建国したという神話を史実とする見解には従い難いという。また、こうした百済の神話は、元来政治性を強く帯びたもので、高句麗との対立が激化する中で、後進の百済が高句麗と同源であることを内外に標榜することで、百済王権の正統性を訴えようとした可能性を指摘する。
同様に高句麗も夫余との同源神話を持っており、多数の記録が残されている。しかし、これをそのまま信ずるのは単純に過ぎるという指摘は多い。このため、百済・高句麗の夫余起源神話によって、単純に百済（またはその王族）が高句麗と出自を同じくする夫余の同族であるということはできない。

#### 政治的関係
百済にとって、北方で強勢を誇る高句麗は建国以来軍事上の脅威であり、その存在は百済の外交政策を強く規定した。高句麗の南下による馬韓への圧力は、それに対抗する形での「伯済国」による統合を促し、百済の飛躍的な発展をもたらした要素の一つであると考えられる。更に369年の対高句麗戦の勝利と、371年に故国原王を討ち取った時期と、百済が直接国際舞台に登場する時期が同時期であることには留意されるべきである。
391年に広開土王が高句麗で即位すると、彼は周辺諸国へ積極的な拡張政策を取り、百済もその攻勢を受けることとなった。広開土王碑文の記述ではその展開は次のようなものであった。太古の昔より百済は高句麗に朝貢する「属民」であったが、391年に倭がこれを臣民としたため、高句麗は396年に百済を破り、これを「奴客」とした。そして高句麗は百済から58の城邑の700村を奪い、百済王に忠誠を誓わせ、王子らを人質としたが、百済は倭国と「和通」して高句麗に対抗しようとした。400年には高句麗が新羅へ進軍し、新羅王都を占領していた倭軍を撃破し、新羅が高句麗に服属した。この時、高句麗軍は朝鮮半島南部の任那加羅にまで進撃したという。高句麗は404年の帯方地方への倭軍の攻撃も退け、407年には再び50,000の大軍をもって百済を攻撃した。高句麗はこの時、百済から7城を奪った。
この広開土王碑文の記述は、『三国史記』や『日本書紀』に対応する記述が見られ、信頼性が高いと見られる（倭国との関係節を参照）。ただし、『広開土王碑文』における「奴客」という表現や、古の昔から高句麗の「属民」であったという記録は、高句麗が認識していたあるべき過去に基づいて増幅された誇張であるという指摘がある。事実として、上記の碑文の記述を信ずるならば、「古より高句麗の属民であった百済」は391年に倭によって高句麗から離脱し、396年に再び高句麗の「奴客」となったものの、翌397年には再び高句麗から離れ、その後数度にわたり領土を削られつつも、広開土王の治世中、遂に高句麗の勢力圏に収まることはなかったことが読み取れるためである。
高句麗は同時期に中国方面で後燕・北燕とも衝突を繰り返していたが、北魏が華北で勢力を拡大すると、426年の初の朝貢以後、これと安定した関係を構築した。そして427年、高句麗の長寿王はそれ以前から南方における重要拠点であった平壌に遷都し、北魏との関係安定および北燕の滅亡に伴い盛んに南進の姿勢を示した。この時期、高句麗は新羅の王都に軍を駐留させ、その王の廃立にまで影響力を振るうほど勢力を拡張させていた。高句麗の圧力を受ける百済は支配からの離脱を目指す新羅と連携してこれに対抗した。しかし、長寿王は455年以後繰り返し百済に侵攻した。百済側も高句麗領の一部に侵入を行ったものの、475年には百済の王都漢城が占領され、百済は一時実質的に滅亡する事態に陥った。その後、百済は熊津で復興し、南方の伽耶へ活路を見出すとともに、新羅との連携によって高句麗に対抗した。
6世紀の武寧王代には高句麗との関係はやや小康状態にあったが、聖王代には538年に高句麗と大規模な軍事衝突が発生し敗れている。百済は550年頃に国境の城の奪い合いによって始まった紛争では、翌551年に新羅との連合軍によって旧都漢城の奪回に成功した。しかし、翌年には漢城からの退却に追い込まれ、この都市を新羅に掠め取られる形となった。勢力を拡張する新羅が脅威となる中でも、百済の高句麗との敵対関係は基本的に変わらず、589年に中国を隋が統一すると、これにいち早く遣使し、繰り返し高句麗征討を要請するとともに、それへの協力を申し出ている。隋が倒れ、唐が成立した後も、百済は対新羅戦においては高句麗と結託しつつ、唐に対しては高句麗が朝貢路を塞いでいることを訴えていた。
642年に至り、権力を掌握した義慈王は長年対立を続けてきた高句麗と和信し、対新羅戦に傾注した。655年には百済は高句麗と協同して新羅を攻撃し、多くの領土を奪取することに成功した。しかし、新羅から度重なる救援要請が唐へ出されると、陸上からの高句麗攻略が不首尾に終わっていた唐は海路百済を攻略し、高句麗を包囲する策に出た。結局これによって百済は高句麗に先立ち滅亡するに至った。

### 倭国との関係
百済と倭国との関係については『日本書紀』を中心に多様な記録が存在する。『日本書紀』の記録によれば、百済と倭国の間で最初に通交が持たれたのは神功皇后の46年（246年⇒干支二運修正366年）、伽耶諸国の1つである卓淳国の王が、百済が倭国との通交を求めていることを倭国の使者に伝え、これを受けた倭側が百済へ使者を派遣したことから国交が始まったとされる。これに続きいわゆる三韓征伐によって百済、高句麗、新羅が日本への朝貢を約したとされるが、現在では一般的に史実とは見なされない。卓淳国を仲介にして百済との国交が始まったという記事についても、その史実性を正確に求めるのは困難である。ただし、その地理的関係から伽耶諸国を介して百済と倭国の関係が始まったことは概ね認めて良いとされる。
現在残る記録から、倭国は伝統的に朝鮮半島南部への勢力拡大を希求し、百済に対しても上位者として振る舞おうとしたことがわかる。この時代を描写する重要な同時代史料が広開土王碑文として知られる高句麗の記録であり、これによれば391年以来、倭は渡海して百済・新羅を「臣民」としたが、396年に高句麗が百済を破ってこれを「奴客」としたという。更に399年百済が再び倭と通じたが、翌400年には高句麗が新羅に駐留する倭軍を撃破し、404年には帯方に侵入した「倭寇」を高句麗が撃退したと伝える。これに対応すると考えられる『三国史記』の記録が、百済から倭へ太子の腆支を人質に出して好を結んだという阿莘王6年（397年）の記事であり、『日本書紀』にも応神天皇8年（277年⇒干支二運修正397年）で引用されている『百済記』に百済から倭へ王子直支（腆支）を遣わして好を修めたという記述がある。腆支王は即位時には倭国から派遣された100人の護衛に伴われて帰国したという。このように複数の史料が相互に整合性の高い記録を残していることから、この一連の記録の信頼性は高いと考えられている。また、倭国の姿勢を記録した今一つの記録が歴代南朝の史書である。438年に倭王珍が「使持節都督倭・百済・新羅・任那・秦韓・慕韓六国諸軍事、安東大将軍倭国王」の承認を要求し、451年に南朝は倭王済に対して倭本国、新羅、任那、秦韓、慕韓の軍事権を承認したが、南朝と国交のある百済だけは承認せず、倭王武は百済に対する軍事的支配権の承認を繰り返し要求したことが記録されている。
倭の五王の最後である倭王武（雄略天皇）は、恐らく475年の高句麗による漢城の占領と百済の滅亡に関連して南朝の宋に高句麗の非道を訴える上奏文を送っており、『日本書紀』は熊津での百済の復興に当たって雄略天皇がこれを支援したことを記す。当時倭国は独自の天下観念を発達させつつあり、この倭王武（雄略天皇）の行動は百済の一時的な滅亡に伴う混乱の中で、百済を服属下に置き、独自の秩序の再構築を目指していたものであるかもしれない。
6世紀に入ると百済は先述した通り、南方に活路を求めて伽耶地方への勢力拡大を図った。これに関連すると見られる倭側の記録が『日本書紀』「継体紀」にある512年の任那四県割譲の記録である。『日本書紀』の記録では、この割譲に際しては現地の「哆唎国守」とされる穂積押山が、「任那四県は百済と密接な関わりがあり、百済と分離しておいたならば守りえない」という状況分析の下で積極的に百済への割譲に動いたことが記されている。現代の学説においてはこの地域に倭国が実質的な支配権を及ぼしていたとは見なされない場合が多い。
6世紀に新羅が伽耶地方へ勢力を延ばし、金官国（加羅）が滅ぼされた後は、百済も伽耶地方への勢力拡大を目論み、その過程で安羅国に駐在していた任那日本府（在安羅諸倭臣）を交えて新羅への対抗を画策した。しかし、倭本国、現地で独自の活動を行う「日本府」、百済への不信感を募らせる伽耶諸国など、各勢力の思惑により足並みがそろわず実質的な効果をあげることはなかった。
6世紀半ばには百済と高句麗の紛争が再燃すると、百済は倭国の軍事力を引き入れるための外交努力に努め、倭国はその見返りとして様々な文物や技術を要求した。この当時の状況は切迫したものであったらしく、百済は倭国の要望に応じた。そして、倭国は百済に対して、548年に労働者の派遣、550年に武器兵糧の支援、551年に食料の支援を行った。553年には百済は二度にわたり倭国に援軍を要請し、翌554年5月に佐伯連指揮下の倭軍が百済へと渡海した。その後も倭国は百済への援兵として度々朝鮮半島に派兵を行ったが、570年代に入り新羅が「任那の調」を倭国へ送付するようになると、倭国は当面新羅に圧力をかけてそれを確保する外交方策に転じた。
660年に百済が唐によって滅ばされると、倭国は百済復興を全面的に支援することを決定し、倭国に人質として滞在していた百済王子・扶余豊璋を急遽帰国させるとともに阿倍比羅夫らからなる救援軍を派遣したが、663年の白村江の戦いで完敗を喫して撤退した。

#### 渡来人・帰化人
倭国の領域であった日本列島には数次にわたり朝鮮半島からの移住の波があった。その主たる要因は朝鮮半島の戦乱であったと考えられ、大規模な倭国への移住の波は朝鮮半島における戦乱の時期と概ね一致している。この中には、技術や知識の導入のため倭王権の掌握下で保有する技能を持って仕えた人々がその第一波からいたことが考古資料によって裏付けられている。しかし、考古学的な調査結果からは、倭国での朝鮮半島系の移住者の痕跡は圧倒的に伽耶南部に関係するものの割合が高く、百済人の活動を導き出すことができるものは限られる。4世紀以前における百済系の系譜を持つ可能性がある日本列島の遺構としては大阪府の松岳山古墳で発見された瓶型土器や兵庫県にある日本最古の須恵器窯跡である出合窯跡などがある。5世紀前半では全羅南道系の土器の系譜を持つと見られる須恵器の器形が複数確認されている。同じく5世紀前半から展開する北部九州型横穴式石室は、ソウル周辺の横穴石室と関係すると考えられ、大阪府では百済系の技術工人の長が被葬者であると考えられる高井田山古墳が発見されている。6世紀には日本列島における百済系の痕跡はあまりはっきりしないが、7世紀では飛鳥の酒船石遺跡の亀形石を始めとする花崗岩製の石造物が百済と密接な関わりを持つと考えられる。これらの石造物は造形が百済の益山で発見された石造物と非常に類似しており、また当時の倭国において花崗岩製の石造物は極めて珍しいものであったことから、百済系工人によってこれらの石造物が造られた可能性がある。これに関連するかもしれない記録が『日本書紀』「推古紀」の612年に百済から来た路子工（別名：芝耆摩呂）が須弥山の形や呉橋を作ったとあるものである。また、西日本各地に残る朝鮮式山城は百済滅亡後に日本に亡命してきた百済人の指導で建設されたことが『日本書紀』「天智紀」に見える。上記の通り、考古学的な痕跡は無いわけではないが、6世紀前半までは伽耶系のそれと比較して百済系の痕跡は限定的である。7世紀に入る頃から伽耶系の史料が減少するのに伴い、百済系の史料が相対的に目立つようになり始める。
一方、『日本書紀』には6世紀に百済から倭国へ派遣された知識人や技術者についての記録が多数残る。彼らは古代の日本の学術・文化に大きな影響を残した。まず挙げられるのが『日本書紀』「応神紀」に登場する王仁（和邇吉師）であり、日本に『千字文』と『論語』を伝えたとされる。また、6世紀に軍事支援の代償として派遣されたと見られる五経博士についての記録がある。513年（継体天皇7年）に段楊爾が派遣されたのを始めとし、漢高安茂、馬丁安、王柳貴らの五経博士らが交代で百済から派遣され倭王権に仕えた。また、彼らと共に医、易、暦の諸博士や曇慧などの僧侶、律師、比丘尼、造仏工、造寺工なども倭国へ贈られた。船氏の祖とする王辰爾は百済に出自するという説話が残されている。王仁については『千字文』が実際に編纂されたのは応神朝よりもかなり後の時代であるため、その記録は伝説に過ぎないと見られるが、日本列島における初期の漢字の導入が百済系を中心とした渡来人を経由して行われたことが『日本書紀』に見え、また『日本書紀』や他の古い文献の用字法などからもほぼ確認されている。白村江の戦いの後の百済滅亡後には、多数の百済人が倭国へ亡命した。百済王子豊璋の弟・善光（または禅広）の子孫は倭国の朝廷から百済王（くだらのこにきし）の姓を賜り、日本の氏族としての百済王氏が形成された。彼らの中のある者はやはり知識人・技術者として倭王権に仕えたが、彼らは一定期間のみで交代する派遣技術者ではなく、その意味で倭国にとって極めて貴重な存在であった。
全体として、百済から倭国への人と技術の流れは文献史料に多数登場するのに対し考古学的な痕跡は薄い。これは竈や土器など生活文化に密着した関係性がはっきりと見られる伽耶系の要素とは好対照をなしている。これらのことから、百済と倭国との関係は、一般の人々の大規模な移住をもたらすような関係ではなく、国家間の、或いは支配階層間で行われる文物や技術面での関係が中心であり、考古資料としては残りづらいものであったと考えられる。

## 倭系百済官僚
倭国における百済人の活動は『日本書紀』を筆頭に多数の記録が残されているのに対し、百済における倭人の活動についての文献史料は乏しい。『三国史記』「百済本紀」には倭国との国家間の関係については言及があるものの、百済内で活動した特定の個人や集団としての倭人についての記録は存在しない。しかも「百済本紀」における倭関係記事は397年から428年までの30年間に集中しており、その後7世紀まで言及がない。それでも、『隋書』東夷伝には「百濟之先、出自高麗國。其人雜有新羅、高麗、倭等、亦有中國人。（百済の先祖は高句麗国より出る。そこには新羅人、高句麗人、倭人などが混在しており、また中国人もいる）」との記録があり、『日本書紀』にも百済への兵や労働者の派遣の記録がある。また考古学的には百済後半期にその支配下に入る全羅南道を中心に倭系文物が発見されていることなどから、倭人が百済の領域に一定数居住していたことは確実である。
『日本書紀』の記録から注目されるのが現在「倭系百済官僚」と呼ばれる人々である。これはその名の通り、倭人であるが百済王権に仕えた人々を指す現代歴史学の用語である。5世紀後半において交易・外交・軍事などを契機として派遣された豪族らと現地女性との間に生まれた「韓子」「韓腹」と称される混血が多数存在し、倭から派遣された使者が長期的に任那・百済に居住した。その歴史的性格を巡っては未だ議論の最中にあるが、上部徳率科野次酒、物部連奈率用歌多、紀臣奈率弥麻沙などのように、倭系の氏（科野氏、物部氏、紀氏等）を持つ人物が百済の官職（徳率、奈率）を帯びていることによって判別される。『日本書紀』の編纂材料となっている百済系史料（百済三書）においては、親百済的であれば百済の官位を与えられ倭系百済官僚となり、反百済・親加耶的存在であれば、抵抗勢力として「任那日本府」として表現されたものと考えられる。また、氏名に倭系の要素が含まれない人物や、百済の官職が明示されない者の中にも倭系百済官僚と見做せるものがおり、研究者の見解によって相違するものの十数名の倭系百済官僚を『日本書紀』から拾うことができる。古代史研究者の李在碩は、こういった倭系百済官僚の属性について、ヤマト朝廷における政治的地位を示すウジ・カバネを持ち、同時に百済の官職を保有することから、倭・百済双方の王権への両属性を持つことがその本質であったとしている。彼らは百済と倭国との外交で大きな役割を果たしたことが記録されているが、それがどのように誕生し、また終わりを迎えたのかはわかっていない。
倭系百済官僚として確認できる人物は、
- 穂積押山
- 斯那奴阿比多
- 紀弥麻沙
- 物部麻奇牟（莫哥武とも）
- 斯那奴次酒（科野次酒）
- 物部用歌多
- 許勢哥麻
- 物部哥非
- 科野新羅
- 物部烏
- 日羅

である。
また、穂積押山は「委意斯移麻岐弥」と呼ばれていること、既酒臣、印支弥、吉備臣、河内直は百済によって使役されていることから、倭系百済官僚であるとする説が存在する。ただし、印支弥は倭系百済官僚であるとするならば、新羅に通じて母国の百済を攻撃しようとしたことになるので、「印支弥は百済在住の倭人であり、百済の権力を後ろ盾として倭王権に臣従して『倭臣』となり、初期は百済に従い、後に倭の利益になるよう行動した」とする説も存在する。
百済で活動した倭人百済官僚と目される人物としては、ほかにも前部施徳日佐分屋や河内部阿斯比多がいる。日佐氏は渡来系の氏族であり、分屋の頃には未だ百済人であったのか、日佐氏は既に倭に渡来しており倭人として百済に渡っていたのかは不明であるが、後者であったなら倭系百済官僚となる。阿斯比多は朝鮮から倭に派遣された人物であるものの、百済によって派遣されたのか、加羅によって派遣されたのか、安羅によって派遣されたのかは不明であるため、百済によって派遣されていたのなら倭系百済官僚ということになる。
倭系百済官僚の多くは、初期には県城以下の地方官僚クラス（六品相当の奈率）であったが、欽明期後半に倭系百済官僚の地位が上昇し五部名を付するようになることと関連し、都下に居住する官僚となったことが想定される。
『隋書』百済伝に記載されるように、百済は多民族的国家であり、軍事・外交・行政には百済人だけでなく、中国系や倭人系の能力ある者たちも登用されていたと推測される。
倭系百済官僚の活動時期については、日羅が安閑期に派遣されたことから6世紀以降と推定されることが多い。しかしながら、彼の父の名前「火葦北国造阿利斯登」は、半島系の名前であり、父の代から活動していたことが想定される。また、「斯那奴阿比多」は、単に「日本阿比多」とも表記されるので「斯那奴」は地名ではあるが、「科野直」のような氏姓が成立する以前の表記であり、五世紀段階にさかのぼる時期に半島に渡ったことが想定される。雄略期から継体期にかけて、しばらくヤマト王権の外交的統制は弛緩するが、こうした時期に各地の豪族が氏族的利害により百済に渡り官僚化したものと推測される。
また、倭人との関係で注目されるのは全羅南道の栄山江流域に広く分布する前方後円墳である。この墳形は長鼓墳とも呼ばれ、被葬者の性質については不明であるが、日本列島の前方後円墳と密接な関わりがあることが明らかである。栄山江流域の前方後円墳については墓制節を参照。

## 王号
『周書』百済伝によれば、王は「於羅瑕」を号しており、これを民衆は「鞬吉支」と呼んでいた。また、王妃は「於陸」と呼ばれていたという。『釈日本紀』の秘訓では君「キシ」、王「コキシ」、大王「コニキシ」という訓みが伝えられており、「鞬吉支」はこの「コニキシ」に対応するかもしれない。また、同じく『釈日本紀』秘訓には高句麗の王に対して「ヲリコケ」、夫人に「オリクク」の訓みがあてられており、於羅瑕、於陸と関係がある可能性がある。李基文は、於羅瑕に「*eraka」、鞬吉支に「*kenkilci」の推定音を与えている。

## 官制
『三国史記』によれば、始祖温祚王の時代から左輔・右輔の官名が見られる。これは高句麗における最高官位と同名だが、高句麗では新大王のときから国相が最高官位となった。

### 佐平制
百済では第8代の古尓王の27年（260年）に、一品官の六佐平（各種事務の担当長官）とそれに続く15階の官、あわせて16階からなる官制が整備されたと伝わるが、実際に佐平制の雛形が整ったのは6世紀頃と考えられている。第18代の腆支王の4年（407年）には六佐平の上に上佐平の官位を置いている。上佐平は軍事統帥権と国内行政権を総括するもので「宰相」に相当し、また伝説時代の「左輔・右輔」にも相当する。『日本書紀』には大佐平、上佐平、中佐平、下佐平も見え、上・中・下の佐平を総称して「三佐平」といった。
『周書』百済伝には百済の官位には十六等級があり、佐平（左平）が最上位の一品であり定員は5名であったこと、六品以上の冠には銀製の花飾りがついていたこと、各官職の帯の色は、七品が紫、八品が皁、九品が赤、十品が青、十一品・十二品が黄、十三品以下は白だったこと、三品以下は定員がなかったことなどを伝えている。
官位
1. 佐平（さへい）- 一品官。その担当する職務によって、6種類に種別されている[160]。
  1. 内臣佐平（ないしんさへい） - 宣納（王命の伝達）の担当[160]
  2. 内頭佐平（ないとうさへい） - 庫蔵（財政）の担当[160]
  3. 内法佐平（ないほうさへい） - 礼儀（儀式）の担当[160]
  4. 衛士佐平（えいしさへい） - 宿衛兵（王の禁軍、近衛兵）の担当[160]
  5. 朝廷佐平（ちょうていさへい） - 刑獄（司法）の担当[160]
  6. 兵官佐平（へいかんさへい） - 外兵馬（対外軍事）の担当[160]
2. 達率（たつそつ）- 二品官[160]
3. 恩率（おんそつ）- 三品官[160]
4. 徳率（とくそつ）- 四品官[160]
5. 扞率（かんそつ）- 五品官[160]
6. 奈率（なそつ）- 六品官[160]
7. 将徳（しょうとく）- 七品官[160]
8. 施徳（しとく）- 八品官[160]
9. 固徳（ことく）- 九品官[160]
10. 季徳（きとく）- 十品官[160]
11. 対徳（たいとく）- 十一品官[160]
12. 文督（ぶんとく）- 十二品官[160]
13. 武督（ぶとく）- 十三品官[160]
14. 佐軍（さぐん）- 十四品官[160]
15. 振武（しんぶ）- 十五品官[160]
16. 克虞（こくぐ）- 十六品官[160]

官庁
1. 内官 - 前内部、穀部、内掠部、外掠部、馬部、刀部、功徳部、薬部、木部、法部、後官部[75]
2. 外官 - 司軍部、司徒部、司空部、司寇部、點口部、客部、外舎部、綢部、日官部、都市部[75]

## 文化

### 墓制
旧百済の領域にある墳墓は非常に多様であり、この多様性は同時期の新羅・伽耶や高句麗と比べ特殊である。また、百済における墓制のもう一つの特徴は、隣接する他の諸国、高句麗や新羅、そして倭国等と比べてその規模が小さいことであり、百済人が墳墓に記念的な外観を求めなかったことを示していると考えられる。
百済を含む朝鮮半島南部、いわゆる三韓（馬韓・弁韓・辰韓）の地域では、三国時代以前から木棺を埋葬主体とする木棺墓が主流であり、百済の初期の墓制もこうした馬韓以来の伝統の中から成長したものであると考えられる。馬韓地域では特に埋葬設備の周りに口の字型、またはコの字型に溝を張り巡らせた周溝墓という形態が主流であった。これを基礎として発達した墓制には、ほかに明瞭な墳丘を構築せずに地下に埋葬を行った土壙木棺墓や、楽浪郡の影響で形成されたとも考えられる、木棺の周りに木槨（棺を納めるための枠）を組んだ木槨墓、葺石を持った円形の墳丘に木棺を修める木棺封土墳（葺石封土墳）などの形式がある。このような旧来の墓制から発達したものとは異質なものとして、現在のソウル市の江南地方にある石村洞古墳群には多数の積石塚が残されている。このうち石村洞3号墳は東西49.6メートル、南北43.7メートル、高さ4メートルの規模を持ち、古墳群最大級の大きさを誇ることから、近肖古王の墓に比定する意見もある。考古学者の山本孝文は、このような積石塚は墳墓にあまり視覚効果を要求しなかった百済地域における古墳としては例外的な大型墳丘であり、初期百済の墓制の代表的なものであるかのような印象を受けるが、漢江流域以外では旧百済地域で他に類例がなく、その築造時期も4世紀後半から5世紀前半に限定されることから、特殊な状況下で造営された形態であることは確実であるとしている。この建築様式は一般に高句麗の影響を受けて成立したものと考えられており、この墓制を百済の建国や王室の交代と結び付けようとする様々な説が提案されている。横穴式石室も中国や高句麗など多様なルートから導入された。横穴式石室はその後、百済の主墓制として完全に定着し、形態や社会的性格の変化を経ながら百済時代の終焉まで存続した。

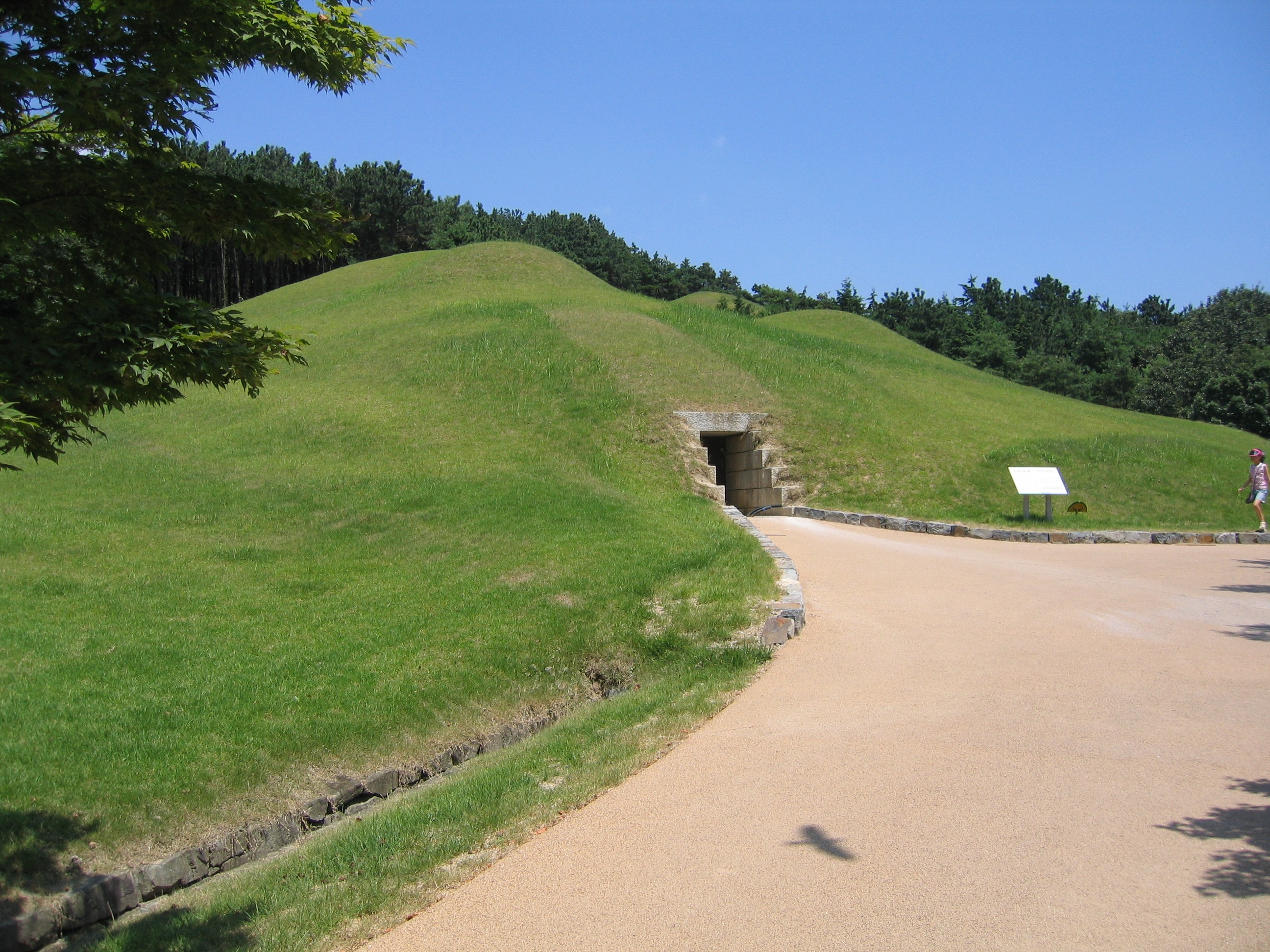
武寧王陵入口。

熊津時代の墳墓としては、最も有名な宋山里古墳群の武寧王陵を始めとした塼築墳（塼室墳）が見られる。これは塼と呼ばれる粘土を焼いた煉瓦によって構築された墳墓であり、これもまた外来の形式を導入した墓形式である。朝鮮半島では楽浪郡で既に3世紀以前に塼築墳が造営されていたが、200年もの時間的隔たりがあり、技術的にも断絶していることから、6世紀前半に新たに中国の南朝（梁）から導入されたものであると考えられている。
一方、百済の周縁部の墓としては、まず公州（かつての熊津）の東北35キロメートル程に位置する新鳳洞古墳群があり、4世紀から6世紀にかけて造営された土壙墓や竪穴式石室墓、横穴式石室墓等、多数の墳墓が残されている。そこから発見された出土品には、漢城や熊津のような百済の中心部とは毛色の異なる、伽耶地方と関係の深い土器などが発見されており、百済における一地方の特色を示している。
同じく公州の北6キロメートルにある水村里古墳群では、熊津への遷都が行われる以前からこの地方に勢力を持っていた地方集団の墓域が発見されており、木槨墓や竪穴式石室墓、横穴式石室墓が発見されている。最南部にあたる全羅南道は5世紀末から6世紀に新たに百済の支配下に入った地域であり、百済の勢力拡張に伴い墓形式が変化した。
この地域では元来甕棺墓が墓制の中心であった。5世紀には甕棺も大型化し、金銅冠や刀剣、鉄器、勾玉などを含む豊かな副葬品を持つ墓が多数造営されていたことが確認されている。百済の勢力の拡張と共に、その影響を受けこの地でも横穴式石室が広がった。この地域にある伏岩里3号墳では、同一の墳丘の中に長期にわたり埋葬が行われ続け、埋葬形式が古来からの甕棺墓から、百済中期式（または九州式）の横穴式石室へ、そして百済後期式の横穴式石室に変化していったことが発見されており、甕棺墓を中心とした墓制から横穴式石室墓への過渡期を見ることができる。全羅南道にある横穴式石室を持つ古墳の中には、日本列島で見られる前方後円墳と類似した墳丘を持つもの（前方後円形墳、長鼓墳とも）が栄山江流域を中心とした地域で造営されている。2017年現在で10数基（確定できない物を含むため、数は不定である。）が発見されており、当時の朝鮮半島の墳墓としては例外的に巨大な物が含まれる。石室構造や副葬品から見て5世紀後半から特に6世紀前半に建造されたものと見られる。栄山江流域周辺では、前方後円墳に加え、日本列島系の馬具や甲冑、勾玉などが在地の文物と共に副葬品として出土することなどから、これらの墓の造営者が倭と特に密接な関係を持っていたと推定されている。その被葬者を巡っては倭人説、倭系百済官僚説、在地首長説など様々な説が出されているが、文献史料が存在しないことと相まって未だ論争の中にある。

### 仏教

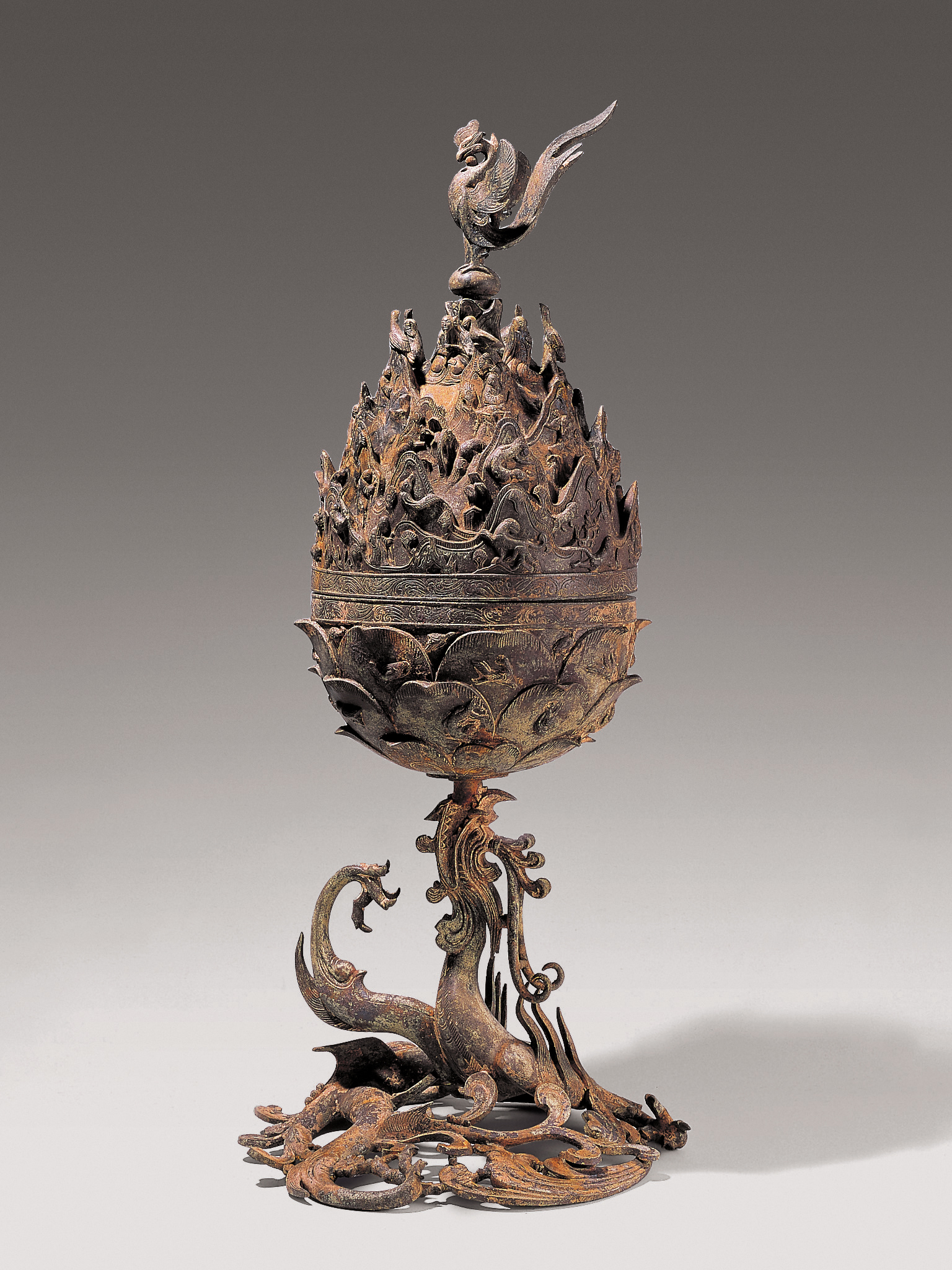
扶餘陵山里出土百濟金銅大香爐

百済の仏教公伝は、『三国史記』『三国遺事』『海東高僧伝』などの記述に基づき、枕流王元年（384年）に東晋から胡僧の摩羅難陀を迎えたことで伝えられたとする見解が一般的である。その翌年には漢山に寺を創建したとされる。摩羅難陀の到来に際し、王自らが迎え入れ翌年には彼のために漢山に寺院を建立して僧10人を住まわせたとあることから、既にこれ以前に私伝の形で仏教が伝わっていた可能性も推測されている。一方で、この仏教公伝記録については、漢城時代の百済で発見されている仏教の痕跡が希薄であることや、長期にわたり仏教関係の記事が見られないことから疑問視する意見も根強い。いずれの見解も史料的制約により結論を出すことが難しい状況にあり、今後さらなる研究が必要とされる。先述の通り、漢城時代における百済での仏教の痕跡は極僅かであるが、1959年にソウル市で小さな金銅如来坐像が発見されている。これは当初中国製と考えられていたが、当時の中国の仏像と比較して技術的に稚拙な点が見られることから、中国製の仏像を模倣して朝鮮半島で造られたものと見られるようになり、5世紀頃に作られた百済仏像の原型を示すものと認識されている。

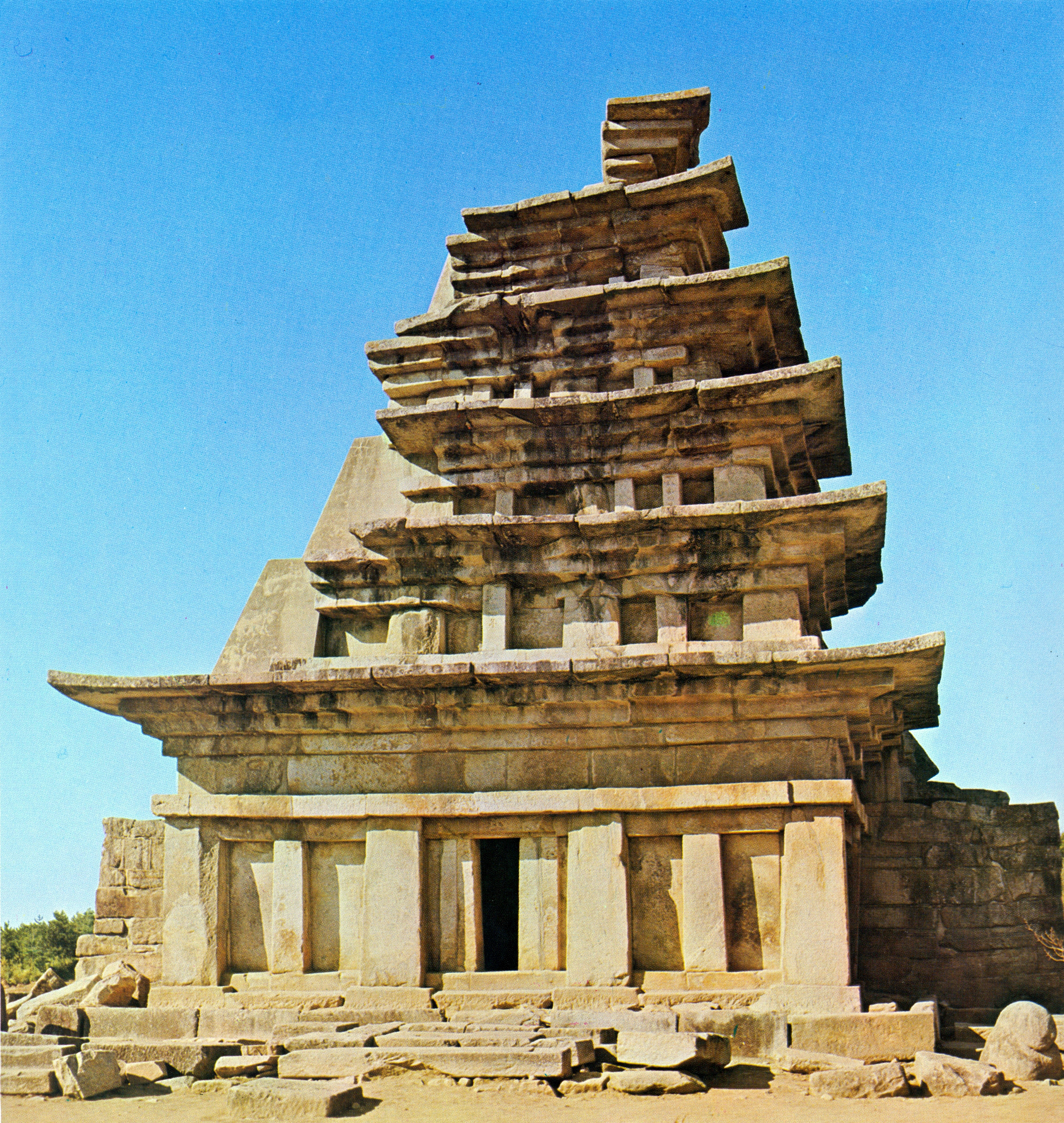
百済最大規模であった弥勒寺跡に残る石塔

熊津時代に入ると武寧王陵の華文装飾塼などに仏教美術の影響が見られることや、各地の古墳から発見される副葬品から仏教と関連する物品が発見されるようになるなど、その痕跡は増大する。仏教寺院跡が確認できるようになるのもこの時代からで、公州（熊津）付近に立地し熊津時代創建とされる寺院遺跡が複数個所存在する。527年に造営された大通寺は、現在確認できる百済最古の本格的な伽藍を持つ寺院である。この寺は南から塔・金堂・講堂が一直線に並ぶ、日本における四天王寺式伽藍配置と同様の伽藍配置を取る寺院であり、南朝の梁の武帝のために聖王の時代に建立されたと伝えられている。現存する遺構は大部分統一新羅時代の物であることがわかっているが、瓦などに百済時代の痕跡が見られる。ほかにも複数の寺院跡候補があるが、熊津時代の百済の寺院であると確定することは困難である。このように遺物の分析から当時の百済で仏教が普及していたことは明白であるが、関連物品が墳墓などの個人的空間から発見され、割合も少ないことから、その普及は未だ限定的であったと考えられる。高句麗に漢城を奪われ、大きく国力を損なった熊津時代の百済は、大規模な寺院を造営することが困難であったであろうことは容易に推察され、寺院に限らず大規模な土木事業の実施は低調であったことが知られている。そして、仏教信仰が継続していることが確実なのに対して、実際に発見される寺院の少なさなどから、この時代の百済仏教は王族や有力者の自宅を改築して作る捨宅寺院の形態をとっていたことが強く予想される。
泗沘時代には、百済の国力回復を背景に多数の仏教寺院が建立された。『周書』「百済伝」には「僧尼寺塔甚だ多し」とあるが、これはこの時代の泗沘の様子を描写したものであると考えられている。遷都直後から寺院建設が始まったと見られ、そのほとんどが大通寺と同じく四天王寺式伽藍配置の寺院であるが、講堂を持たない扶蘇山西腹寺跡、仏塔を持たない東南里寺跡などもある。7世紀に入って大規模な建設事業が行われた全羅北道の益山では、帝釈寺や弥勒寺のような百済史上屈指の規模を持つ寺院が造営された。この時代の地方寺院としては、泗沘の北西にあった金剛寺跡や烏含寺跡や瑞山や泰安の摩崖仏のような石仏があるが、それ以外には本格的な伽藍を持つ寺院は無く、中心部を除けば大規模な仏教寺院を建立する状況にはなっていなかったと考えられる。
百済の仏教の教義については一般に律蔵仏教の伝統を受け継いでいるといわれている。仏教公伝の当初から出家を認める戒壇と律法が伝わっていたと推定されることや、日本の『元興寺伽藍縁起并流記資財帳』に百済における僧侶出家の際の受戒作法の詳細が記録されていること、526年にインドから帰国した僧侶譲益が梵本律蔵を訳したとする記録、そして『日本書紀』に百済から倭国への律師派遣や、戒法修学のために百済へ留学僧を派遣した記録が見られることなどから、百済が律学を重視し発展させていたことが概ね認められる。また、泗沘への遷都に際しては、中国の南朝へ『涅槃経』を始めとした経典、工匠、画師などの造寺工を求めていることが多数中国の正史の記録に残されていることから、泗沘造営には南朝の技術と仏教思想が深く関わっていたと推定される。